# Xã Monday Creek, Quận Perry, Ohio
Xã Monday Creek (tiếng Anh: Monday Creek Township) là một xã thuộc quận Perry, tiểu bang Ohio, Hoa Kỳ. Năm 2010, dân số của xã này là 727 người.